# Колтешть (Вилча)
Колтешть, Колтешті (рум. Coltești) — село у повіті Вилча в Румунії. Входить до складу комуни Алуну.
Село розташоване на відстані 189 км на захід від Бухареста, 44 км на захід від Римніку-Вилчі, 73 км на північ від Крайови.

## Населення
За даними перепису населення 2002 року у селі проживали 532 особи.
Національний склад населення села:
| Національність | Кількість осіб | Відсоток |
| -------------- | -------------- | -------- |
| румуни         | 412            | 77,4%    |
| цигани         | 120            | 22,6%    |

Рідною мовою назвали:
| Мова      | Кількість осіб | Відсоток |
| --------- | -------------- | -------- |
| румунська | 412            | 77,4%    |
| циганська | 120            | 22,6%    |